# 少年村路
少年村路是位於中國上海市静安区的一條南北走向道路，道路北起场中路，南與原平路相連。道路全长1460米，宽7至8米。另外寶山區境內還有一條東西走向的少年村路的斷頭路，該斷頭的少年村路西起滬太支路。

## 歷史
道路始建於1950年，因為道路所在地為上海少年村舊址，所以得名少年村路。1954年拓建，1987年改建。